# Brünisried
Brünisried es una comuna suiza del cantón de Friburgo, situada en el distrito de Sense. Limita al norte con las comunas de Sankt Ursen y Alterswil, al este y al sur con Plaffeien, y al oeste con Rechthalten.